# Zombie Tsunami
Zombie Tsunami hay Zombie Carnaval là một trò chơi "không ngừng chạy" được sản xuất bởi Mobigame vào ngày 31 tháng 5 năm 2012. Trò chơi có thể dùng được trên nền tảng Android, iOS, Kindle và Windows Phone. Người chơi bắt đầu đường chạy với một con zombie duy nhất. Sau một thời gian chơi và kiếm được đủ tiền người chơi có thể nâng cấp lên 2 hoặc thậm chí là năm con zombie để tăng cơ hội ăn được nhiều người dân hơn ngay khi bước vào cuộc chạy đua không ngừng nghỉ. Những con zombie này sẽ cắn người dân và khiến những người này  gia nhập vào nhóm thây ma của mình. Lực lượng zombie càng đông bạn càng có cơ hội ăn được nhiều tiền vàng, đẩy được các xe chứa nhiều người cùng lúc đồng thời người chơi cũng có cơ hội chạy lâu hơn.